# Ward Kennes
Pour les articles homonymes, voir Kennes.
Edwardus Kennes, né le 30 mars 1967 à Turnhout est un homme politique belge flamand, membre du CD&V.
Il est licencié en droit (KUL). Il fut directeur-adjoint du Jesuit Refugee Service Europe (1994 - 1998), secrétaire du groupe CD&V au Parlement flamand (1998 - 2004), secrétaire de cabinet au gouvernement flamand  (2004 - 2008) et collabore à la Faculté de droit canon de la Katholieke Universiteit Leuven (KUL).

## Fonctions politiques
- conseiller communal à Kasterlee (2001-)
- conseiller provincial de la province d'Anvers (1994-2000)
- bourgmestre de Kasterlee (2005-)
- député au Parlement flamand :
  - depuis le 30 avril 2008 (en remplacement de Cathy Berx)